# ALNA車輛
ALNA車輛（日文：アルナ車両株式会社，英文：ALNA SHARYO CO., LTD.）是日本的軌道車輛生產和維修改造公司，在日本的路面電車市場有相當的市佔率。本公司是阪急阪神東寶集團所屬阪急阪神控股（原阪急株式會社）的子公司。
公司於2001年12月成立後，於2002年4月1日，通過公司拆分由アルナ工機接管了軌道車輛製造和維護業務。

## 概述
ALNA車輛成立於2001年12月，最初位於兵庫縣尼崎市，但於2004年4月搬遷至阪急電鐵正雀工廠的現所在地。该公司目前從事鐵路車輛的電動機、冷卻裝置、座椅等的維修與零件製造，與其他車輛製造商合作為阪急公司和阪神電鐵服務，也為集團以外的公司生產、維修及改造車輛。

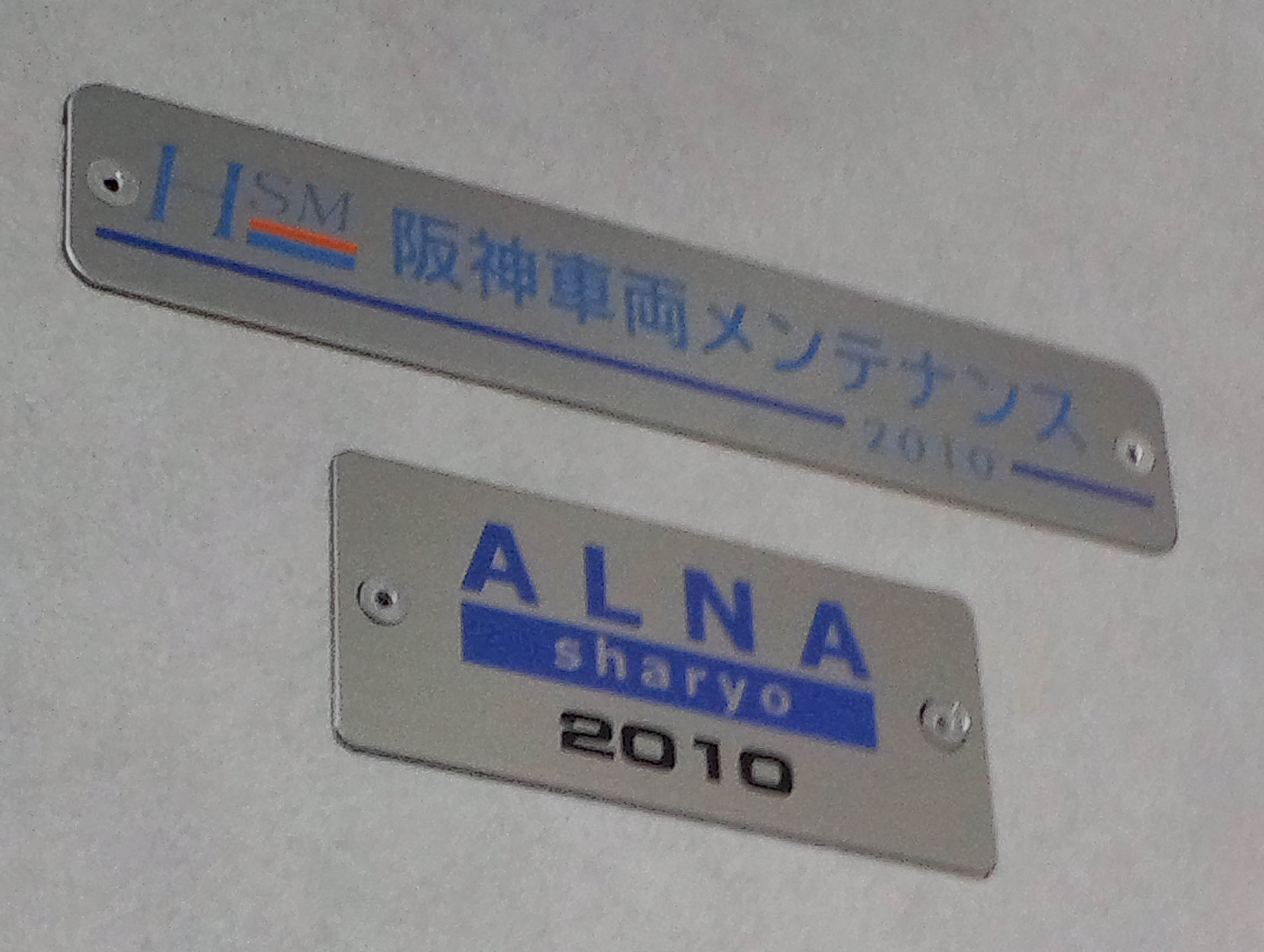
阪神5550系電聯車的アルナ製造銘板（下侧）

公司原計劃專門從事軌道車輛維修和更新，但由于其佔到日本路面電車製造市場的80％左右，因此繼續進行車輛生產，并繼承了ALNA的商標（原公司名アルナ來自於大阪市浪速區）。

## 產品
低底盤路面電車
- 鹿兒島市交通局：1000型電車、7000型電車、7500型電車
- 伊予鐵道：2100型電車、5000型電車
- 土佐電氣鐵道：3代100型電車、3000型電車
- 長崎電氣軌道：3000型電車、5000型電車、6000型電車
- 函館市交通局：9600型電車
- 豐橋鐵道：T1000型電車
- 富山地方鐵道：T100型電車
- 札幌市交通局：A1200型電車、1100型電車
- 阪堺電氣軌道：1001型電車、1101型電車
- 筑豐電氣鐵道：5000型電車
- 福井鐵道：F2000型電車

一般型路面電車
- 土佐電氣鐵道2000型電車
- 東京都交通局8800型電車、8900型電車、9000型電車
- 函館市交通局8000型電車
- 2代鹿兒島市交通局100型電車

其他鐵道使用車輛
- 阪急電鐵9300系電聯車9308編成（負責內裝；車體由日立製作所笠戶事業所製造）
- 阪急電鐵9000系電聯車9003編成、9006編成、9008編成（負責內裝；車體由日立製作所笠戶事業所製造）
- 阪神5550系電聯車（製造車體；內裝以下由阪神車輛負責）
- 黑部峽谷鐵道1000型客車、3100型客車
- 關西電力黑部專用鐵道Ha 型客車
- 鐵道總研LH02型電車（與東急車輛與其他公司合作，基於伊予鐵道モハ2100形車體製造的架空線／電池二用車）